# Église Saint-André-de-l'Europe
Pour les articles homonymes, voir Église Saint-André.
L'église catholique Saint-André-de-l’Europe est située au 24 bis rue de Saint-Pétersbourg dans le 8e arrondissement de Paris.

## Histoire
Une chapelle est construite en 1860 par l'architecte Lucien Douillard pour le couvent des Oblats de Marie-Immaculée. Après leur expulsion due aux lois anticléricales de 1880, une église est aménagée en 1897 sous le vocable de Notre-Dame de l'Immaculée Conception par les architectes Alfred Coulomb et Louis Chauvet, qui y ajoutent une décoration néogothique. En 1907, elle devient annexe de l'église Saint-Louis-d'Antin et rebaptisée « Saint-André-d'Antin ». Elle a pris son nom actuel en 1967, dédiée à la fois à Saint-André-de-l'Europe et à Notre-Dame-de-toute l'Europe avec une statue offerte par le cardinal Lustiger en 1993.

## Galerie

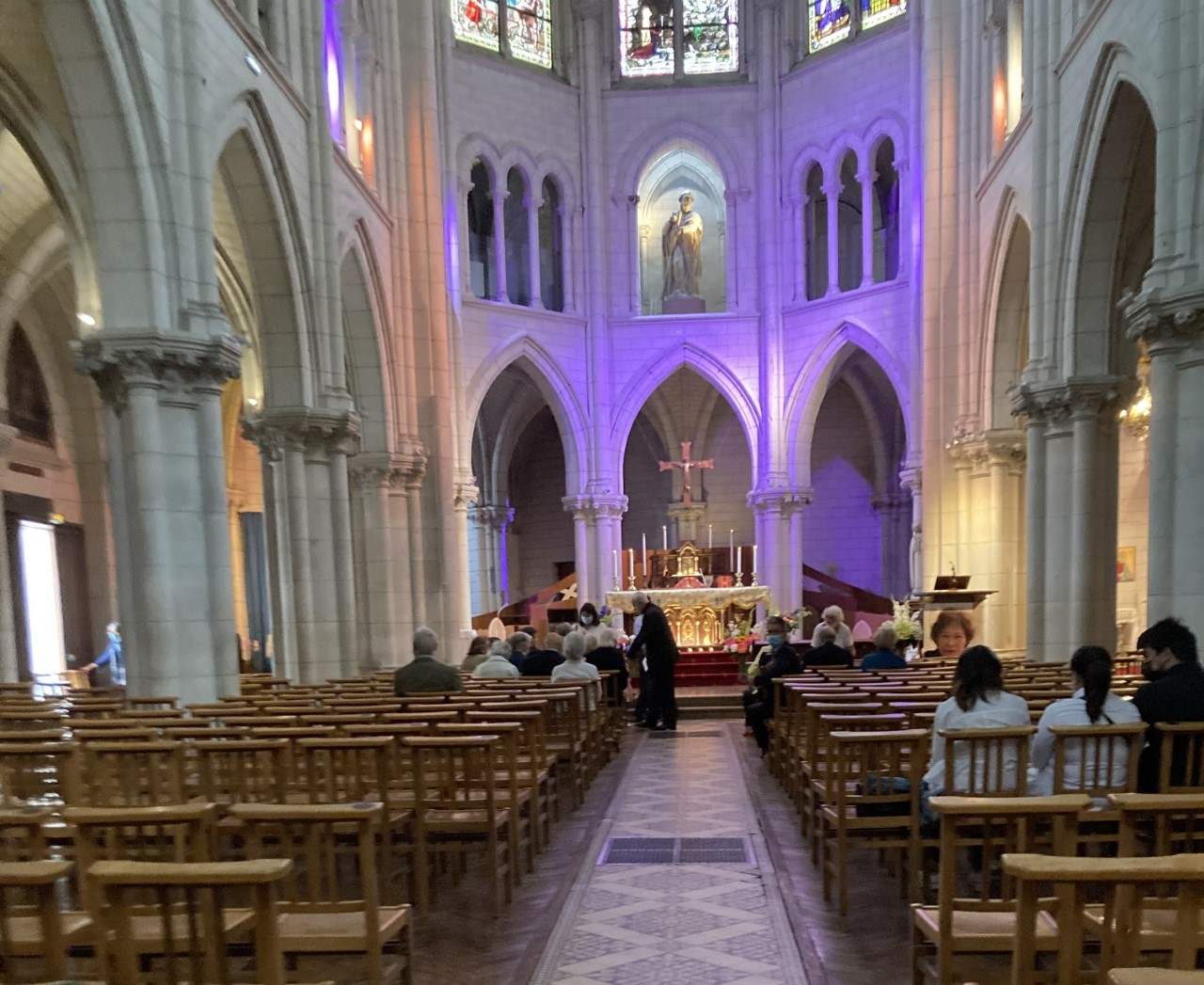
La nef et le chœur
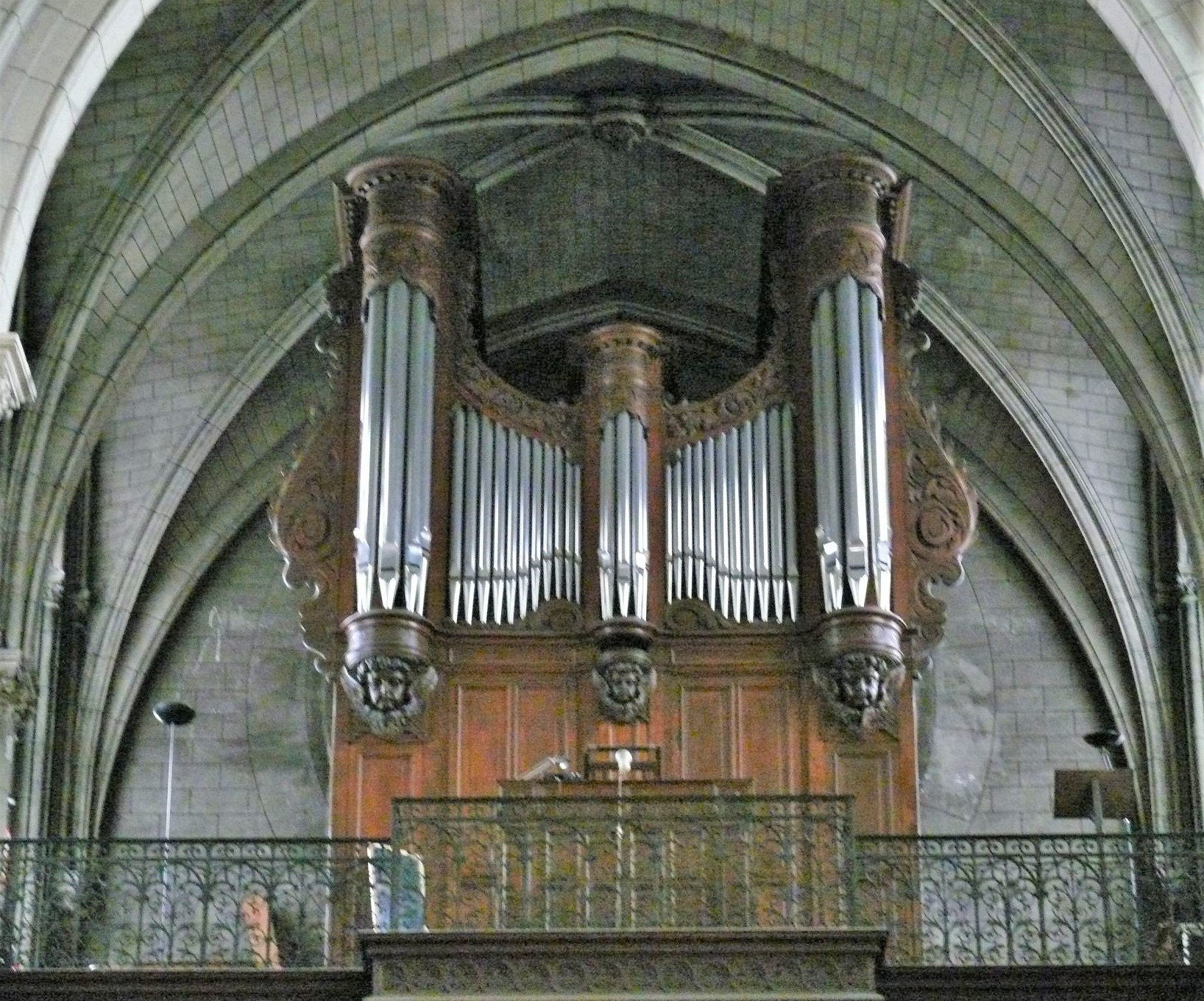
L'orgue de tribune.
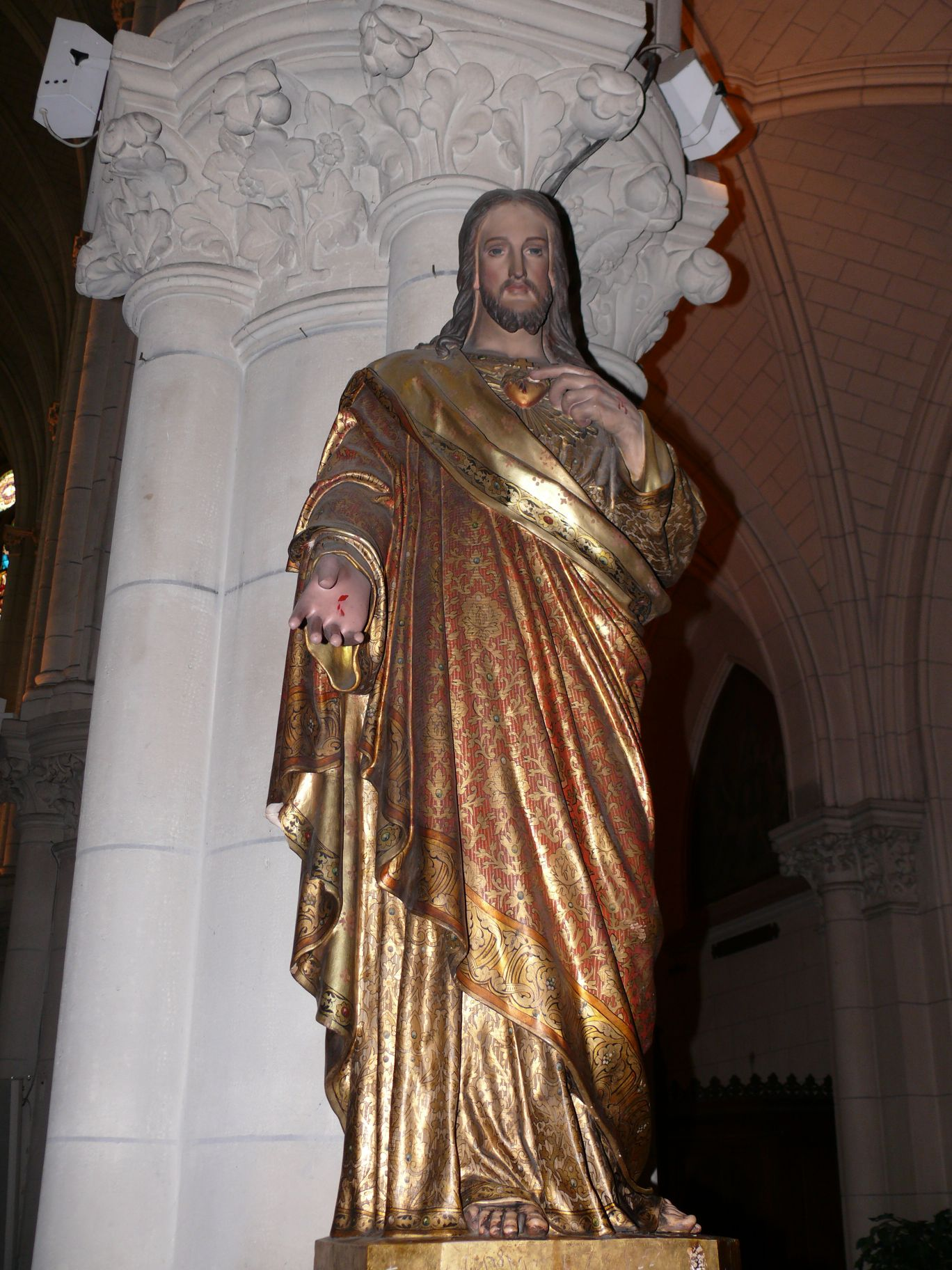
Statue du Sacré-Cœur de Jésus.
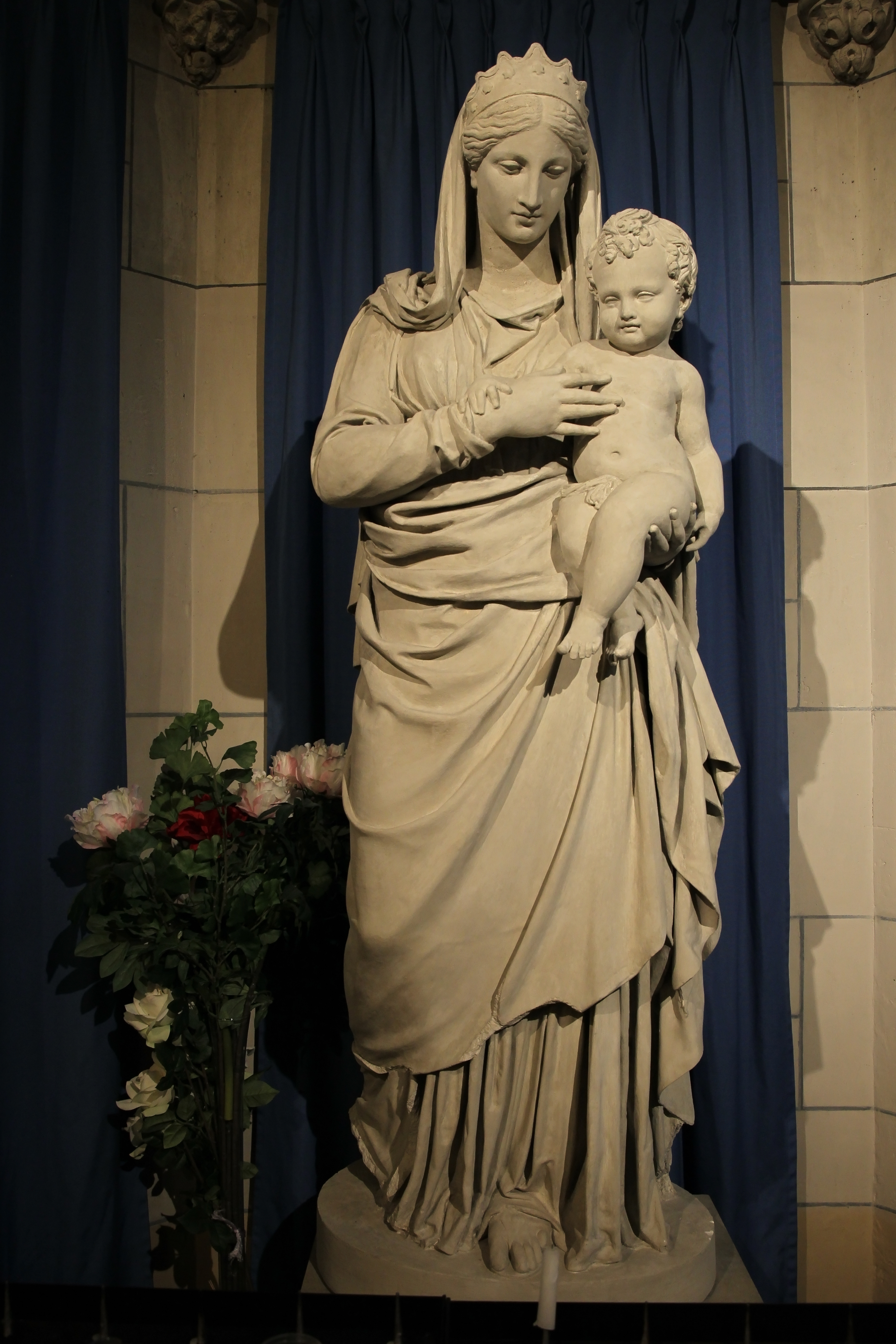
Vierge à l'Enfant Notre-Dame-de-toute l'Europe, anonyme, sans doute du XIXe siècle.
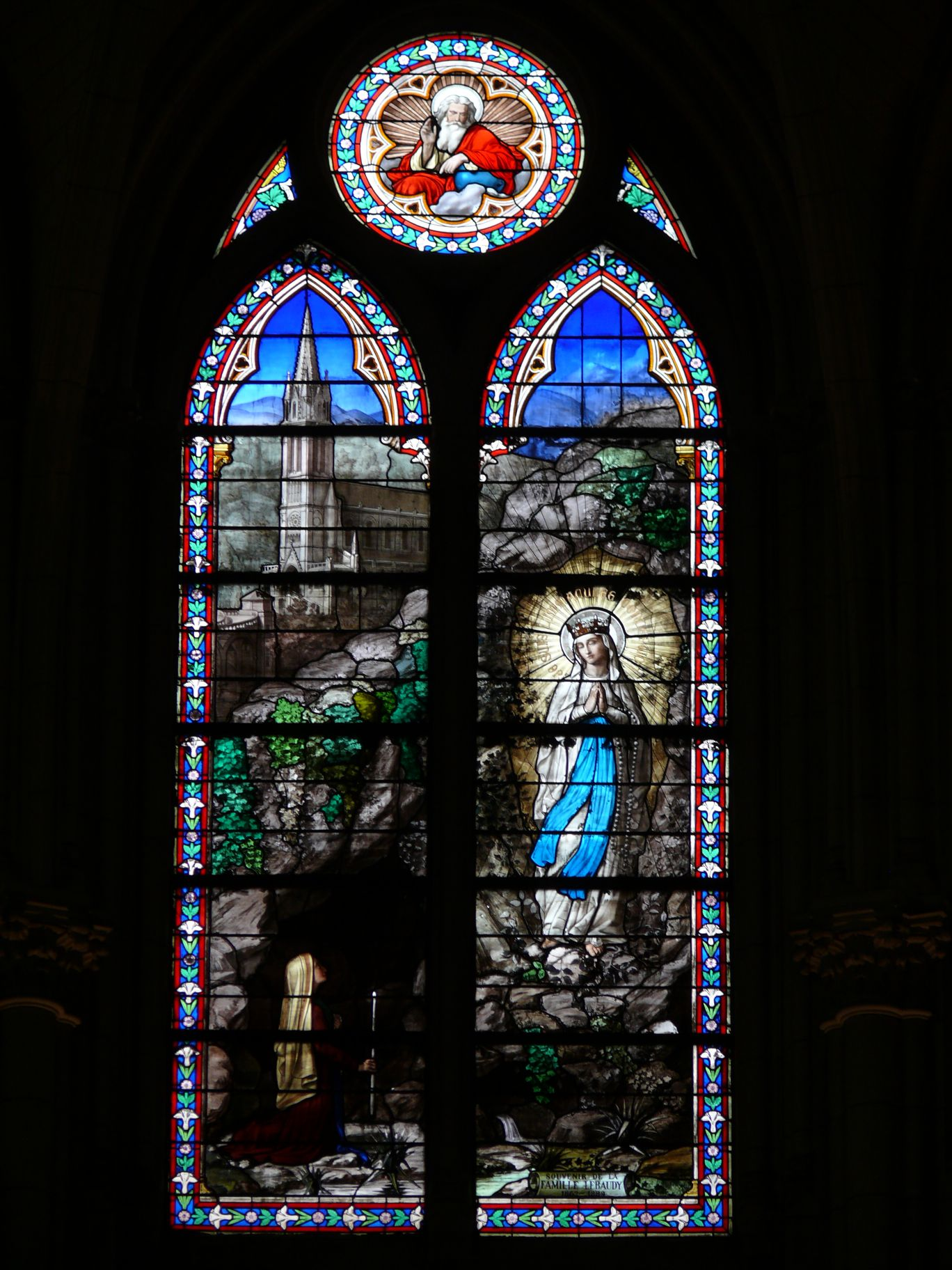
Vitrail du chœur Notre-Dame de Lourdes.